# Alfonso Robledo de Manizales
Alfonso Robledo de Manizales OFMCap (zm. w 1972) – hiszpański duchowny rzymskokatolicki, kapucyn, misjonarz, prefekt apostolski San Andrés i Providencia.

## Biografia
11 stycznia 1966 papież Paweł VI mianował go prefektem apostolskim San Andrés i Providenci. Urząd ten pełnił do śmierci w 1972.